# Länkrörelsen

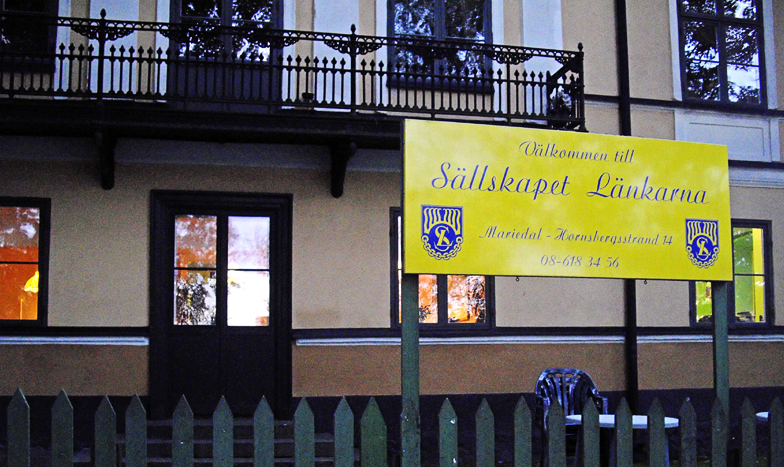
Sällskapet Länkarnas lokal i Mariedal på Kungsholmen i Stockholm.

Länkrörelsen är föreningar för före detta alkohol- och drogmissbrukare som stöder varandra för att undvika återfall. 
Den första länkföreningen, Sällskapet Länkarna bildades 1945 i Stockholm, inspirerad av den amerikanska AA-rörelsen (Anonyma Alkoholister). Sedan dess har liknande föreningar, byggande på idéprogrammet De sju punkterna (se nedan), bildats på många orter i Sverige. 
På 1950-talet splittrades man i flera riksorganisationer: Länkarnas Riksförbund, Länkens Kamratförbund och Fria Sällskapet Länkarna. Utöver dessa tre stora organisationer finns idag även ett antal mindre, som Länkar i Väst.
Aktiva Länken i Vänersborg är en sammanslutning av alkoholister som kommit till insikt om sin belägenhet och beslutat sig för att försöka leva ett helnyktert liv.
Aktiva Länken försöker förverkliga länkidén med hjälp av gemenskap och god kamratanda. 
Länkens Kamratförbund  är en nykterhets- och kamratstödjarorganisation inom länkrörelsen. Kamratförbundet ger ut tidskriften Länkkamraten och är anslutet till studieförbundet NBV.

## De sju punkterna
1. Du måste erkänna, att Du är alkoholist.
2. Du måste tro på en kraft som är starkare än Din egen.
3. Du måste ändra Din livsinställning.
4. Företag en grundlig granskning av Dina moralbegrepp.
5. Dryfta Dina missförhållanden och erkänn Dina fel och brister för någon annan människa.
6. Gör upp med alla personer till vilka Du står i något missförhållande.
7. När Du nu kommit ifrån spriten och det har Du, om Du arbetat efter de här punkterna, så har Du upplevt någonting som Du inte kan tacka enskilda människor för. Du får tacka genom att hjälpa andra alkoholister, och det är det enda vi begär av Dig.

## Grupperingar
Några av de grupper som finns:
- Aktiva Länken
- Fria Sällskapet Länkarna
- Huddingelänkarna
- KF Länken
- Länkarna
- Sällskapet Länkarna
- Nackalänkarna